# Alex Lindsay
Alex Sylvester Lindsay (* 28. Mai 1919 in Invercargill; † 5. Dezember 1974 in Okiwi Bay, Rai Valley, Marlborough) war ein neuseeländischer Geiger, Orchesterleiter und Musikpädagoge.

## Leben
Alex Lindsay war das dritte von vier Kindern des Kaufmanns Sydney Alexander Lindsay und seiner Ehefrau Ethel Frances, geb. Cavanagh. Von seinem Vater erbte er seine Begeisterung für den Sport, seiner Mutter verdankte er die Liebe zum Theater, fürs Kino und vor allem zur Musik. Beides konnte er an der Southland Boys’ High School ausleben. Seinen ersten Geigenunterricht bekam Lindsay im Alter von neun Jahren bei W. J. Ferguson, der damals einer der führenden Geiger der Region Southland war.
1937, mit 17 Jahren, verließ er Neuseeland, um am Royal College of Music in London Violine zu studieren, u. a. bei W. H. Reed und Albert Sammons. Zur Vervollständigung seiner Ausbildung leitete er für 6 Monate das Theaterorchester in Stratford-upon-Avon und übernahm eine kleine Rolle als Band-Leader in dem englischen Spielfilm „Danny Boy“ von 1941. Im selben Jahr erhielt er eine Anstellung beim London Philharmonic Orchestra unter Sir Thomas Beecham, wo er in der zweiten Violine spielte. 1942 heiratete er in Little Malvern / Worcestershire Kathleen Mary Wenlock Jones, die er auf dem Royal College of Music kennengelernt hatte. Nur drei Jahre später wurde er zur Royal Navy eingezogen, 1945 wechselte er zur Royal New Zealand Navy und kehrte nach Neuseeland zurück.
In Neuseeland wurde er im Juli 1946 eines der Gründungsmitglieder des „National Orchestra“, des heutigen New Zealand Symphony Orchestra, wo er schnell zum „sub-leader“ aufstieg. Vor dem Hintergrund seiner Londoner Erfahrungen war Lindsay schockiert vom niedrigen musikalischen und technischen Niveau des Orchesters und seines Leiters, so dass er seine Position schon nach einem Jahr wieder aufgab. Er unterrichtete und gründete nach dem Vorbild des Boyd Neel Orchestra, das er auf ihrer Tournee 1947 kennengelernt hatte, 1948 sein eigenes Orchester, das Alex Lindsay String Orchestra, mit dem Lindsay vor allem zeitgenössische Musik spielte. Das Orchester bestand bis 1973. 1963 nahm Lindsay eine Auszeit, kehrte für einige Jahre nach Europa zurück, studierte am Salzburger Mozarteum Dirigieren und war Teilnehmer der Violinklassen von André Gertler und Max Rostal. Nebenbei war er aber auch ein gefragter Musiker, spielte mit der Academy of St Martin in the Fields, nahm an einer internationalen Tournee des London Symphony Orchestra teil und wurde erster Violinist der zweiten Geige beim London Philharmonic Orchestra, und bekleidete bald die gleiche Position beim London Symphony Orchestra.
1967 kehrte Lindsay endgültig nach Neuseeland zurück, wo er nach der Scheidung von seiner ersten Frau im Dezember 1969 in Christchurch seine ehemalige Schülerin Angela Alison Connal heiratet. Sein eigenes Streichorchester, das inzwischen in „Lindsay String Orchestra of Wellington“ umbenannt worden war, hatte zwar in seiner Abwesenheit sehr erfolgreiche Konzerte absolviert, und Lindsay dirigierte auch noch das Festkonzert zum zwanzigjährigen Jubiläum des Orchesters am 3. Juli 1968, aber er hatte inzwischen das Interesse an einem reinen Streichorchester verloren und sich der symphonischen Musik zugewandt – 1973 löste sich das Orchester auf. Lindsay fungierte schon seit 1967 als Konzertmeister des New Zealand Broadcasting Corporation New Zealand Symphony Orchestra, wo er vor allem jungen Musikerkollegen den technischen und musikalischen Standard vermittelte, den er in London kennengelernt hatte. Nach einer von ihm geleiteten und sehr erfolgreichen Australien-Tournee mit dem Orchester im Oktober 1974 verstarb Lindsay überraschend im Dezember an einem Hirntumor.

## Diskografie (Auswahl)
Aufnahmen mit dem Alex Lindsay String Orchester unter der Leitung von Alex Lindsay:
- David Farquhar: Ring Round the Moon: Dance Suite for small orchestra
- Ashley Heenan: a square dance for strings
- Douglas Lilburn: Landfall in Unknown Seas for string orchestra and narrator
- Larry Pruden: Dances of Brittany, for String Orchestra
- John Ritchie: Concertino for Clarinet and String Orchestra (Solist: Frank Gurr), Aufn. 1962